# Anna Niedbała
Anna Niedbała (ur. 10 lipca 1998) – polska lekkoatletka specjalizująca się w pchnięciu kulą.

## Kariera
Ósma zawodniczka mistrzostw świata juniorów w Bydgoszczy (2016). W 2017 roku została brązową medalistką mistrzostw Europy juniorek. Medalistka mistrzostw Polski seniorów (brąz – Lublin 2018) oraz halowych mistrzostw kraju (brąz – Toruń 2018, Toruń 2019). Ma w dorobku szereg medali z mistrzostw Polski juniorów oraz młodzieżowców. Reprezentantka Polski w meczach międzypaństwowych.
Rekordy życiowe: stadion – 16,49 (29 lipca 2017, Cetniewo); hala – 15,79 (10 lutego 2018, Spała).

## Osiągnięcia
| Rok  | Impreza                | Miejsce   | Pozycja    | Wynik |
| ---- | ---------------------- | --------- | ---------- | ----- |
| 2016 | Mistrzostwa świata U20 | Bydgoszcz | 8. miejsce | 15,58 |
| 2017 | Mistrzostwa Europy U20 | Grosseto  | 3. miejsce | 16,32 |